# Шаберт, Карл Генрихович
Карл Генрихович Шаберт (латыш. Kārlis Šāberts; 7 (19) января 1886 — 3 июля 1957) — подполковник 102-го пехотного Вятского полка, герой Первой мировой войны, участник Белого движения. Георгиевский кавалер.

## Биография
Лютеранин. Из крестьян. Уроженец хутора Пумпури Эллейской волости Добленского уезда Курляндской губернии. Образование получил в Митавском реальном училище.
В службу вступил нижним чином 22 сентября 1907 года. В 1909 году окончил Казанское пехотное юнкерское училище первым по оценкам с занесением имени на мраморную доску училища. Выпущен подпоручиком в 102-й пехотный Вятский полк. Произведён в поручики 25 октября 1912 года.
В Первую мировую войну вступил в рядах своего полка. В сентябре 1914 года назначен младшим офицером в 4-ю роту. 16 ноября 1914 года ранен в руку во время ночной вылазки у деревни Воля-Сброшковая и эвакуирован с поля боя. В марте 1915 года вернулся в строй командующим 5-й ротой. 24 июля 1915 года снова ранен на позиции у реки Шельменки и эвакуирован; вернулся в строй в сентябре. В третий раз ранен 17 декабря 1915 года во время атаки высоты 382 у деревни Доброполе. В марте 1916 года по излечении назначен командующим 7-й ротой.
Произведён в штабс-капитаны 19 июня 1916 года. Удостоен ордена Св. Георгия 4-й степени
За то, что, будучи в чине штабс-капитана, в бою 28 июля 1916 года у д. Дубенка, при атаке укрепленной позиции противника, с совершенно неповрежденными проволочными заграждениями, командуя батальоном полкового резерва, заметив замешательство в передовых ротах правого боевого участка, по собственному почину, двинул свой батальон вперед, влил его в роты передового батальона и, подчинив последний себе, под сильным ружейным, пулеметным и артиллерийским огнем противника, с громким криком «Вятцы-молодцы», «С Богом вперед», увлекая всех за собою, бросился в атаку. Роты, воодушевляемые неустрашимостью своего батальонного командира, собственноручно выворачивавшего колья проволочного заграждения, прорвались через них и бросились к окопам противника, откуда были встречены контр-атакой. Ударом в штыки мадьяры и германцы были опрокинуты и выбиты из их окопов первой линии, причем взят 1 действующий пулемет и захвачено 180 пленных при 6 офицерах. Когда вскоре противник, силою около 3-х батальонов, повторил контр-атаку, штабс-капитан Шаберт во главе своего батальона снова бросился вперед, сбил врага и, на плечах бегущих, ворвавшись в окопы второй линии, овладел ими, захватив 207 пленных при 5 офицерах. Отобрав 28 охотников, с 2 пулеметами, зашел в тыл противника, против участка соседнего полка, чем оказал последнему существенную поддержку. По собственному почину, несмотря на дополнительное приказание отойти в резерв, двинулся со своим батальоном еще далее вперед и, выбивая штыками засевшего в лесу противника, подошел к выс. 340, захватив еще 103 пленных при 3 офицерах; своими решительными действиями способствуя успеху боя, окончившегося овладением всей позиции противника и занятием д. д. Слобудка Дольна, Березувка и гор. Монастержиско.
Произведён в капитаны 10 августа 1916 года, в подполковники — 31 марта 1917 года. 31 января 1918 года ввиду расформирования полка исключён из списков.
В Гражданскую войну участвовал в Белом движении в составе Добровольческой армии и ВСЮР. В августе 1918 года был назначен командующим Самурским пехотным полком и переименован в полковники. Был тяжело ранен под Ставрополем 31 октября 1918 года, в один день с начальником дивизии генералом Дроздовским. По болезни был зачислен в резерв чинов при штабе Крымско-Азовской армии. 18 июня 1920 года уволен от службы с 16 мая 1920.
Вернулся в Латвию. 14 июля 1920 года вступил в службу в Латвийскую армию подполковником, был назначен начальником обороны Айзпутско-Кулдигского округа, но вскоре зачислен в запас по штабу Главнокомандующего. С сентября 1920 года — начальник группы Офицерских курсов. С октября 1924 — 2-й помощник начальника Учебного отдела штаба командира армии. В 1929 году произведён в полковники. В феврале 1935 года по болезни зачислен сверх штата, 30 апреля уволен в отставку. Проживал на родном хуторе Пумпури.
В 1948—1949 годах был в заключении за неуплату налогов. В 1950-е годы работал конюхом, затем подсобным рабочим на Слокском целлюлозно-бумажном комбинате.
Умер 3 июля 1957 года в Юрмале. Похоронен на кладбище Матиса в Риге.

## Награды
- Орден Св. Анны 4-й ст. с надписью «за храбрость» (ВП 25.01.1915)
- Орден Св. Станислава 3-й ст. с мечами и бантом (ПАФ 24.06.1915)
- Орден Св. Анны 3-й ст. с мечами и бантом (ВП 7.09.1915)
- Орден Св. Станислава 2-й ст. с мечами (ПАФ 8.02.1917)
- Орден Св. Георгия 4-й ст. (ПАФ 5.05.1917)
- Георгиевское оружие (Приказ по 9-й армии от 5.10.1917, № 601)

## Семья
Был дважды женат: на Дине Булдачевской (1889—1923), в семье родилась дочь Елена (1920); в 1934 женился на Наталии Фанни Дамалте (р. 1887, в 1949—1954 находилась в ссылке).